# Premis Oscar de 1998
Els Premis Oscar de 1998 (en anglès: 71st Academy Awards) foren presentats el dia 21 de març de 1999 en una cerimònia realitzada al Dorothy Chandler Pavilion de Los Angeles.
L'esdeveniment fou presentat, per tercera vegada, per l'actriu Whoopi Goldberg.

## Curiositats
La pel·lícula més nominada de la nit fou Shakespeare in Love de John Madden, que amb 13 nominacions també fou la gran guanyadora al rebre set premis, entre ells pel·lícula, actriu (Gwyneth Paltrow) i guió original entre d'altres. El premi a millor direcció, però, recaigué en Steven Spielberg per la seva recreació del desembarcament de Normandia a Saving Private Ryan.
La pel·lícula italiana La vida és bella de Roberto Benigni aconseguí 7 nominacions, convertint-se en el film de parla no anglesa amb més nominacions de la història dels Oscars. Benigni aconseguí amb aquesta pel·lícula sengles nominacions a Millor pel·lícula i Millor pel·lícula de parla no anglesa, esdevenint la segona que aconseguia després de Z de Costa-Gavras en l'edició de 1969. El propi Benigni aconseguí el premi a millor actor, esdevenint el segon actor en dirigir-se a ell mateix i guanyar el premi després de Laurence Olivier a Hamlet en l'edició de 1948 i el tercer actor en aconseguí el premi per una interpretació originalment no-anglesa després de Sophia Loren a La ciociara en l'edició de 1961 i Robert de Niro a El Padrí II en l'edició de 1974.
Per primera vegada dues actrius foren nominades per representar el mateix personatge, la reina Isabel I d'Anglaterra, per dues pel·lícules diferents: Cate Blanchett a Elisabet i Judi Dench a Shakespeare in Love. Aquesta última aconseguí fer-se amb l'Oscar a millor actriu secundària.
Aquesta fou l'última edició en què hi hagué separació en la categoria de millor música original, una per pel·lícules dramàtiques i una altra per còmiques o musicals, tornant a una d'única.

## Premis
A continuació es mostren les pel·lícules que varen guanyar i que estigueren nominades a l'Oscar l'any 1998:
| Millor pel·lícula | Millor direcció |
| --- | --- |
| - Shakespeare in Love (Donna Gigliotti, David Parfitt, Harvey Weinstein, Edward Zwick i Marc Norman per Universal Pictures) - Elisabet (Alison Owen, Eric Fellner i Tim Bevan per PolyGram Filmed Entertainment, Kapurfilm, Working Title Films, Film4 Productions i StudioCanal) - La vida és bella (Elda Ferri i Gianluigi Braschi per Cecchi Gori Group) - Saving Private Ryan (Steven Spielberg, Ian Bryce, Mark Gordon i Gary Levinsohn per Amblin Entertainment i Mutual Film Company) - The Thin Red Line (Robert Michael Geisler, Grant Hill i John Roberdeau per 20th Century Fox) | - Steven Spielberg per Saving Private Ryan - Roberto Benigni per La vida és bella - John Madden per Shakespeare in Love - Terrence Malick per The Thin Red Line - Peter Weir per The Truman Show |
| Millor actor | Millor actriu |
| - Roberto Benigni per La vida és bella com a Guido Orefice - Tom Hanks per Saving Private Ryan com a Captain John Miller - Ian McKellen per Gods and Monsters com a James Whale - Nick Nolte per Aflicció com a Wade Whitehouse - Edward Norton per American History X com a Derek Vinyard | - Gwyneth Paltrow per Shakespeare in Love com a Viola De Lesseps - Cate Blanchett per Elisabet com a Elisabet I d'Anglaterra - Fernanda Montenegro per Central do Brasil com a Isadora Teixeira - Meryl Streep per One True Thing com a Kate Gulden - Emily Watson per Hilary i Jackie com a Jacqueline du Pré |
| Millor actor secundari | Millor actriu secundària |
| - James Coburn per Aflicció com a Glen Whitehouse - Robert Duvall per A Civil Action com a Jerome Facher - Ed Harris per The Truman Show com a Christof - Geoffrey Rush per Shakespeare in Love com a Philip Henslowe - Billy Bob Thornton per A Simple Plan com a Jacob Mitchell | - Judi Dench per Shakespeare in Love com a Elisabet I d'Anglaterra - Kathy Bates per Primary Colors com a Libby Holden - Brenda Blethyn per Little Voice com a Mari Hoff - Rachel Griffiths per Hilary i Jackie com a Hilary du Pré - Lynn Redgrave per Gods and Monsters com a Hanna |
| Millor guió original | Millor guió adaptat |
| - Marc Norman i Tom Stoppard per Shakespeare in Love - Warren Beatty i Jeremy Pikser per Bulworth - Robert Rodat per Saving Private Ryan - Andrew Niccol per The Truman Show - Vincenzo Cerami i Roberto Benigni per La vida és bella | - Bill Condon per Gods and Monsters (sobre hist. de Christopher Bram) - Scott Frank per Un embolic molt perillós (sobre hist. d'Elmore Leonard) - Elaine May oer Primary Colors (sobre hist. de Joe Klein) - Scott B. Smith per A Simple Plan (sobre hist. pròpia) - Terrence Malick per The Thin Red Line (sobre hist. de James Jones) |
| Millor pel·lícula de parla no anglesa | Millor cançó original |
| - La vida és bella de Roberto Benigni (Itàlia) - El abuelo de José Luis Garci (Espanya) - Central do Brasil de Walter Salles (Brasil) - Els nens del paradís de Majid Majidi (Iran) - Tango de Carlos Saura (Argentina) | - Stephen Schwartz (música i lletra) per The Prince of Egypt ("When You Believe") - Diane Warren (música i lletra) per Armageddon ("I Don't Want to Miss a Thing") - Randy Newman (música i lletra) per Babe: Pig in the City ("That'll Do") - Allison Moorer i Gwil Owen (música i lletra) per L'home que xiuxiuejava als cavalls ("A Soft Place to Fall") - Carole Bayer Sager i David Foster (música i lletra); Tony Renis i Alberto Testa (lletra) per Quest for Camelot ("The Prayer") |
| Millor banda sonora - drama | Millor banda sonora - comèdia o musical |
| - Nicola Piovani per La vida és bella - David Hirschfelder per Elisabet - Randy Newman per Pleasantville - John Williams per Saving Private Ryan - Hans Zimmer per The Thin Red Line | - Stephen Warbeck per Shakespeare in Love - Randy Newman per A Bug's Life - Matthew Wilder, David Zippel i Jerry Goldsmith per Mulan - Marc Shaiman per Patch Adams - Stephen Schwartz i Hans Zimmer per The Prince of Egypt |
| Millor fotografia | Millor maquillatge |
| - Janusz Kamiński per Saving Private Ryan - Conrad L. Hall per A Civil Action - Remi Adefarasin per Elisabet - Richard Greatrex per Shakespeare in Love - John Toll per The Thin Red Line | - Jenny Shircore per Elisabet - Lois Burwell, Conor O'Sullivan i Daniel C. Striepeke per Saving Private Ryan - Lisa Westcott i Veronica Brebner per Shakespeare in Love |
| Millor direcció artística | Millor vestuari |
| - Martin Childs; Jill Quertier per Shakespeare in Love - John Myhre; Peter Howitt per Elisabet - Jeannine Oppewall; Jay Hart per Pleasantville - Tom Sanders; Lisa Dean Kavanaugh per Saving Private Ryan - Eugenio Zanetti; Cindy Carr per What Dreams May Come | - Sandy Powell per Shakespeare in Love - Colleen Atwood per Beloved - Alexandra Byrne per Elisabet - Judianna Makovsky per Pleasantville - Sandy Powell per Velvet Goldmine |
| Millor muntatge | Millor so |
| - Michael Kahn per Saving Private Ryan - Anne V. Coates per Un embolic molt perillós - David Gamble per Shakespeare in Love - Billy Weber, Leslie Jones i Saar Klein per The Thin Red Line - Simona Paggi per La vida és bella | - Gary Rydstrom, Gary Summers, Andy Nelson i Ron Judkins per Saving Private Ryan - Kevin O'Connell, Greg P. Russell i Keith A. Wester per Armageddon - Kevin O'Connell, Greg P. Russell i Pud Cusack per The Mask of Zorro - Robin O'Donoghue, Dominic Lester i Peter Glossop per Shakespeare in Love - Andy Nelson, Anna Behlmer i Paul Brincat per The Thin Red Line |
| Millors efectes visuals | Millors efectes sonors |
| - Joel Hynek, Nicholas Brooks, Stuart Robertson i Kevin Mack per What Dreams May Come - Richard R. Hoover, Pat McClung i John Frazier per Armageddon - Rick Baker, Hoyt Yeatman, Allen Hall i Jim Mitchell per Mighty Joe Young | - Gary Rydstrom i Richard Hymns per Saving Private Ryan - George Watters II per Armageddon - David McMoyler per The Mask of Zorro |
| Millor documental | Millor curtmetratge documental |
| - The Last Days de James Moll i Ken Lipper - Dancemaker de Matthew Diamond i Jerry Kupfer - The Farm: Angola, USA de Jonathan Stack i Liz Garbus - Lenny Bruce: Swear to Tell the Truth de Robert B. Weide - Regret to Inform de Barbara Sonneborn i Janet Cole | - The Personals de Keiko Ibi - A Place in the Land de Charles Guggenheim - Sunrise Over Tiananmen Square de Shui-Bo Wang i Donald McWilliams |
| Millor curtmetratge | Millor curtmetratge d'animació |
| - Election Night de Kim Magnusson i Anders Thomas Jensen - Culture de Will Speck i Josh Gordon - Holiday Romance d'Alexander Jovy i JJ Keith - La Carte Postale de Vivian Goffette - Victor de Simon Sandquist i Joel Bergvall | - Bunny de Chris Wedge - The Canterbury Tales de Christopher Grace i Jonathan Myerson - Jolly Roger de Mark Baker - More de Mark Osborne i Steve Kalafer - When Life Departs i Karsten Kiilerich i Stefan Fjeldmark |

## Premi Honorífic

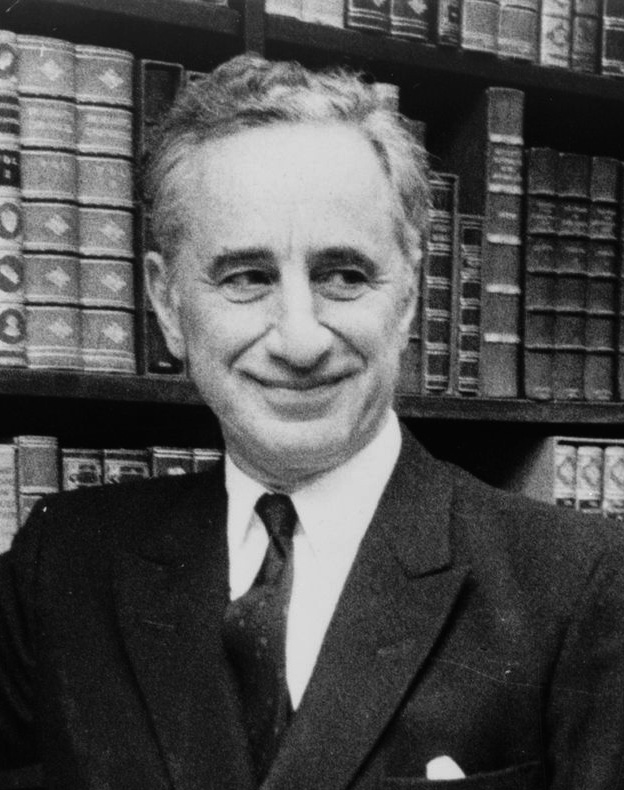
Elia Kazan

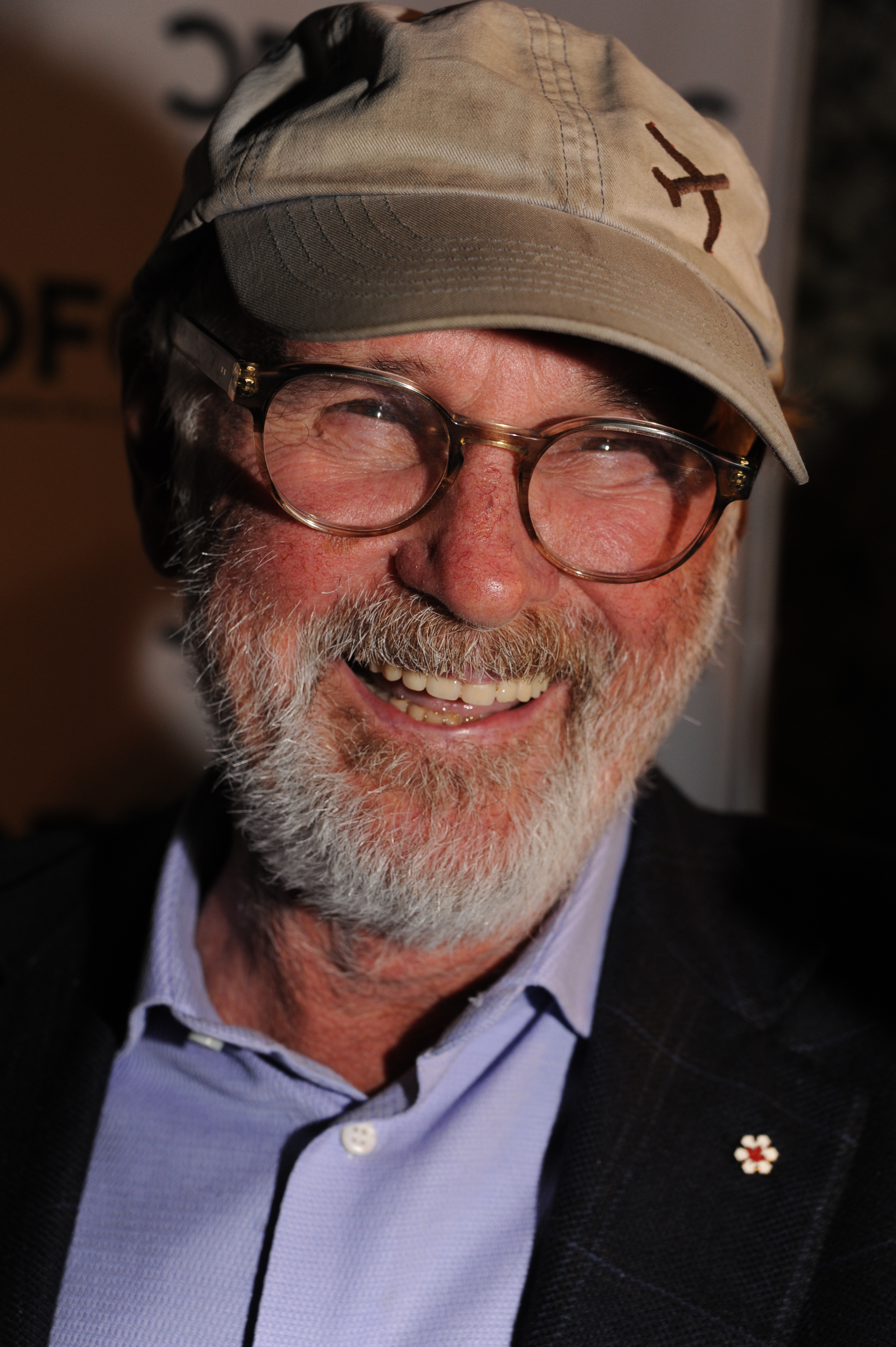
Norman Jewison

- Elia Kazan - en reconeixement d'una llarga i distingida carrera sense paral·lelismes durant la qual ha influït la mateixa naturalesa de la realització a la seva creació d'obres mestres cinematogràfiques. [estatueta]

## Premi Irving G. Thalberg
- Norman Jewison

## Presentadors
| Nom                                                          | |
| ------------------------------------------------------------ | --- |
| Randi Thomas                                                 | Anunciador dels premis |
| Robert Rehme (president AMPAS)                               | Rebuda als presents a la cerimònia                                                                                         |
| Kim Basinger                                                 | Millor actor secundari |
| Gwyneth Paltrow                                              | Millor direcció artística                                                                                                  |
| Patrick Stewart                                              | Presentador dels segments Elisabet i Shakespeare in Love, nominades a millor pel·lícula                                    |
| Mike Myers                                                   | Millor maquillatge |
| Christina Ricci                                              | Introducció a la interpretació de la cançó "When You Believe"                                                              |
| Brendan Fraser                                               | Millor curtmetratge |
| la formiga Flik l'eruga Heimlich Personatges de A Bug's Life | Millor curtmetratge d'animació                                                                                             |
| Robin Williams                                               | Millor actriu secundària                                                                                                   |
| Chris Rock                                                   | Millors efectes de so |
| Liv Tyler                                                    | Introducció a la interpretació de la cançó "I Don't Want to Miss a Thing"                                                  |
| Anjelica Huston                                              | Millor so |
| Tom Hanks                                                    | Introducció al presentador John Glenn                                                                                      |
| John Glenn                                                   | Presentador del muntatge "Historical Figures in Cinema"                                                                    |
| Sophia Loren                                                 | Presentador del segment La vida és bella i Millor pel·lícula de parla no anglesa                                           |
| Andy Garcia Andie MacDowell                                  | Millor música original - comèdia o musical                                                                                 |
| Geena Davis                                                  | Introducció al número especial amb les tonades nominades a Millor música original - drama i Millor música original - drama |
| John Travolta                                                | Presentador del tribut a Frank Sinatra                                                                                     |
| Anne Heche                                                   | Premis Científics i Tècnics                                                                                                |
| Jim Carrey                                                   | Millor muntatge |
| Renée Zellweger                                              | Introducció a la interpretació de la cançó "A Soft Place to Fall"                                                          |
| Nicolas Cage                                                 | Presentador del Premi Irving G. Thalberg a Norman Jewison                                                                  |
| Liam Neeson                                                  | Millors efectes visuals |
| Val Kilmer                                                   | Presentador del tribut a Gene Autry i Roy Rogers                                                                           |
| Helen Hunt                                                   | Millor actor |
| Lisa Kudrow                                                  | Introducció a la interpretació de la cançó "That'll Do"                                                                    |
| Ben Affleck Matt Damon                                       | Millor curtmetratge documental i millor documental                                                                         |
| Robert De Niro Martin Scorsese                               | Premi honorífic a Elia Kazan                                                                                               |
| Whoopi Goldberg                                              | Millor vestuari |
| Catherine Zeta-Jones                                         | Introducció a la interpretació de la cançó "The Prayer"                                                                    |
| Jennifer Lopez                                               | Millor cançó |
| Annette Benning                                              | Presentació del segment In Memoriam                                                                                        |
| Jack Valenti                                                 | Introducció al presentador Colin Powell                                                                                    |
| Colin Powell                                                 | Presentador dels segmentsSaving Private Ryan i The Thin Red Line                                                           |
| Uma Thurman                                                  | Millor fotografia |
| Jack Nicholson                                               | Millor actriu |
| Steven Spielberg                                             | Presentador del tribut a Stanley Kubrick                                                                                   |
| Goldie Hawn Steve Martin                                     | Millor guió original i guió adaptat                                                                                        |
| Kevin Costner                                                | Millor direcció |
| Harrison Ford                                                | Millor pel·lícula |

### Actuacions
| Nom                                                                      | Paper                        | Peça                                                                       |
| ------------------------------------------------------------------------ | ---------------------------- | -------------------------------------------------------------------------- |
| Bill Conti                                                               | Arranjador musical Conductor | Orquestra                                                                  |
| Mariah Carey Whitney Houston                                             | Intèrprets                   | "When You Believe" de The Prince of Egypt                                  |
| Aerosmith                                                                | Intèrpret                    | "I Don't Want to Miss a Thing" d'Armageddon                                |
| Joaquín Cortés Savion Glover Tai Jiminez Desmond Richardson Rasta Thomas | Intèrprets                   | Número especial amb les tonades nominades a Millor música original - drama |
| Alison Moorer                                                            | Intèrpret                    | "A Soft Place to Fall" de L'home que xiuxiuejava als cavalls               |
| Peter Gabriel Randy Newman                                               | Intèrprets                   | "That'll Do" de Babe: Pig in the City                                      |
| Celine Dion Andrea Bocelli                                               | Intèrprets                   | "The Prayer" de Quest for Camelot                                          |

## Múltiples nominacions i premis
| Premis | Pel·lícula               |
| ------ | ------------------------ |
| 13     | Shakespeare in Love      |
| 11     | Saving Private Ryan      |
| 7      | Elisabet                 |
| 7      | The Thin Red Line        |
| 7      | La vida és bella         |
| 4      | Armageddon               |
| 3      | Gods and Monsters        |
| 3      | Pleasantville            |
| 3      | The Truman Show          |
| 2      | Aflicció                 |
| 2      | Central do Brasil        |
| 2      | A Civil Action           |
| 2      | Un embolic molt perillós |
| 2      | Hilary and Jackie        |
| 2      | The Mask of Zorro        |
| 2      | Primary Colors           |
| 2      | The Prince of Egypt      |
| 2      | A Simple Plan            |
| 2      | What Dreams May Come     |

| Premis | Pel·lícula          |
| ------ | ------------------- |
| 7      | Shakespeare in Love |
| 5      | Saving Private Ryan |
| 3      | La vida és bella    |